# إيكسيكيزوماب
إيكسيكيزوماب جسم مضاد وحيد النسيلة مأنسن يستخدم لعلاج أمراض المناعة الذاتية، طورته شركة إلاي ليلي.
حصل إيكسيكيزوماب على ترخيص إدارة الغذاء والدواء في 22 آذار 2016 لعلاج الصدفية تحت اسم Taltz.
إيكسيكيزوماب يثبط عمل إنترلوكين 17 ويوقف تأثيره. هذا التأثير يشبه تأثير برودالوماب الذي يثبط مستقبل إنترلوكين 17 وله تأثير مضاد للصدفية.